# Chris Sicking
Christiaan Marie Jan Sicking (Den Haag, 17 mei 1933 – 13 januari 2000) was een Nederlands classicus en hoogleraar Grieks in Leiden.
Sicking promoveerde in 1962 aan de Universiteit Leiden op het proefschrift Aristophanes' Ranae: een hoofdstuk uit de geschiedenis der Griekse poetica. In die jaren was hij enige tijd leraar klassieke talen aan Het Nederlandsch Lyceum. In 1964 werd hij in Leiden benoemd tot hoogleraar Griekse- taal en letterkunde als opvolger van Bernard van Groningen. Op 27 november van dat jaar hield hij zijn inaugurele rede Aeschylus’ Prometheustrilogie.
Sicking had zijn handen vol aan het geven van colleges, bestuurlijk werk aan de universiteit en het bestuurlijke werk dat hij verzette voor een krachtige positie van de klassieke talen in het sterk veranderende Nederlandse onderwijs. Hij was een drijvende kracht achter de vernieuwing van het onderwijs in de klassieke talen sinds het eind van de jaren zestig van de 20e eeuw. 
Hij stond in dat verband ook aan de wieg van het tijdschrift Lampas, dat zich richt op de leraren klassieke talen. Hij richtte het in 1968 op samen met A.D. Leeman en H. Wallinga en zat tot en met de 28e jaargang (1995) in de redactie. Hij publiceerde ook zelf veel bijdragen in Lampas. Een selectie hieruit verscheen kort voor zijn emeritaat in de bundel Distant companions: selected papers (Leiden 1998), een bundeling van 16 artikelen die voor het grootste deel in het Nederlands in Lampas waren verschenen, maar nu in het Engels waren vertaald. De gekozen artikelen gaan vooral over onderwerpen van letterkundige aard. Maar met Marlein van Raalte (die in 1986 bij hem promoveerde) publiceerde hij ook het boek Griechische Verslehre (München 1993), een poging de Griekse metriek te systematiseren. 
Verder heeft Sicking zich met de Griekse taalkunde beziggehouden. Bekend is met name zijn boek Hoofdstukken uit de Griekse syntaxis (Amsterdam 1971), waarvan hij later afstand nam en dat inmiddels weliswaar ten dele verouderd is, maar toch belangrijke nieuwe inzichten bevatte, vooral op het gebied van de aspecttheorie. Samen met Jan van Ophuijsen (die in 1987 bij Sicking promoveerde) publiceerde hij Two studies in Attic particle usage: Lysias and Plato (Leiden 1993), waaraan Sicking een stuk over connectieve partikels bij Lysias bijdroeg. In het samen met Peter Stork gepubliceerde Two studies in the semantics of the verb in classical Greek (Leiden 1996) schreef hij nogmaals over het aspect van Griekse werkwoorden. 
Sicking werd in 1999 opgevolgd door Ineke Sluiter. In het erop volgende jaar overleed hij.